# Fort Whipple
Fort Whipple est un ancien poste militaire de la United States Army initialement établi le 21 décembre 1863 à proximité de la rivière Verde, à une quarantaine de kilomètres au nord de Prescott en Arizona. Il fut déplacé le 18 mai 1864 à proximité immédiate de Prescott, nouvellement désignée capitale du territoire de l'Arizona. Il était destiné à protéger les mines d'or du secteur contre les attaques des Amérindiens. Il fut abandonné le 25 février 1913 et fait désormais office d'hôpital pour les vétérans de l'armée.
Il est nommé en l'honneur du major général Amiel Weeks Whipple, mortellement blessé le 7 mai 1863 à la bataille de Chancellorsville.